# Sport- und Jugend-Verlag
Der Sport- und Jugend-Verlag ist ein deutscher Verlag mit Sitz in Hamburg. Er wurde 1947 von Walter Maetschke (* 1914) gegründet. 2007 trat Gabriela Maetschke seine Nachfolge als Geschäftsführerin an.
Zu den Publikationen des Verlages gehören u. a. „Fußball-Jugend“ (ISSN 0016-321X), „Sport“ und „Kleiner Sport“.